# العنوصر
العنوصر  (بالإنجليزية: LAANOUSSAR)‏ هي جماعة قروية تابعة لإقليم صفرو ضمن جهة فاس بولمان بالمغرب. بلغ مجموع عدد سكان العنوصر  حسب إحصاءات 2004 حوالي 9343 نسمة يعيشون في 1721 أسرة.

## إحصاء عام
| السنة | عدد السكان | عدد الأسر | عدد الأجانب |
| ----- | ---------- | --------- | ----------- |
| 1994  | 8900       | 1349      | °°°°        |
| 2004  | 9343       | 1721      | 0           |